# Лекарска заклетва

Заклињем се да ћу лекарску делатност обављати стручно и савесно и да ћу се у свом раду придржавати свих правила лекарске професије, закона и других прописа, Статута Коморе и Кодекса медицинске етике Коморе.

Текст заклетве Лекарске коморе Србије, која се полаже од октобра 2009.
Лекарска заклетва је обавезујући документ за све лекаре Света који они полажу и својеручно потписују у надлежним удружењима (лекарским коморама) лекара. Заклетва је прописана Женевском декларацијом из (1948) од стране Светске здравствене организације
Усвојена је од стране Генералне скупштине Светске здравствене организације у Женеви (Швајцарска), септембра 1948, а допуњена на 22. скупштини Светске здравствене организације у Сиднеју (Аустралија), августа 1968.

## Сврха лекарске заклетве из 1948.
Заклетва је настала као потреба и одговор на зверства почињена од стране лекара у нацистичкој Немачкој како би обавезала лекаре Света да:
| „ | Не користити сопствена медицинска знања супротно законима хуманости. | ” |

Овај документ је усвојен од стране Светске здравствене организације само три месеца пре заседања Генералне скупштине Уједињених нација која је усвојила Универзалну декларацију о људским правима (1948) која гарантује безбедност и сигурност свих људи насвету без обзира на пол расу и националну и верску припадност.
Након пензионисања лекара, лекарска заклетве га обавезује да и као пензонер прихвати све моралне, психолошке, социјалне, културне и друге обавезе или када добровољно напушта одговорности активне медицинске праксе.

### Лекарска заклетва
Лекарска заклетва усвојен од стране Генералне скупштине Светске медицинске асоцијације, Женева, Швајцарска, септембра 1948. и њен измењен облик на 22. светској медицинској скупштини, Сиднеј, Аустралија, августа 1968. године, гласи:
У моменту пријема као припадник медицинске струке:
- Свечано обећавам да ћу свој живот посветити служби човечанства;
- Одајем поштовање и захвалност мојим учитељима;
- Своју струку обављаћу савесно и достојанствено, здравље мог пацијента ће бити моја прва брига;
- Трудићу се да знањем и свим могућим средствима који су у мојој моћи очувам част и племените традиције медицинске професије, моје колеге ће бити моја браћа;
- Нећу дозволити да религија, националност, раса, партија или политичке и друштвене прилике, утичу на мој рад и моје обавезе према мојим пацијентима;
- Имаћу максимално поштовање према људском животу од времена зачећа, чак и под претњом, нећу користити свој медицинско знања супротно законима хуманости;
- Свечано и својевољно се обавезујем позивајући се на моју част[3][4]